# Le Retour des envahisseurs
Le Retour des envahisseurs ou Les Envahisseurs lors de la sortie VHS (The Invaders) est une mini-série américaine de 1995, réalisée par Paul Shapiro sur un scénario de James Dott.Il a été diffusé le 6 septembre 1997 sur M6

## Synopsis
Après avoir purgé une peine de 7 ans de prison pour un crime qu'il n'a pas commis, Nolan Wood vient juste de retrouver sa liberté. Il se met alors à la recherche de son ex-femme et de son fils pour tenter de récupérer le temps perdu. Mais son ex-femme ne veut pas qu'il s'approche de son fils. Il décide alors de partir, mais il est à nouveau impliqué dans une affaire de meurtre, celui d'un docteur enquêtant sur une étrange affaire. Alors que tout le monde le prend pour un fou dangereux, il va tenter de trouver des réponses sur les vrais responsables du crime. Convaincue de l'innocence de Nolan, la fiancée du docteur assassiné se joint à lui. Ils vont finalement découvrir une vérité qu'ils n'auraient jamais soupçonnée.

## Fiche technique
- Titre original : The Invaders
- Titre français : Le Retour des envahisseurs
- Réalisation : Paul Shapiro
- Scénario : James Dott
- Photographie : Alar Kivilo
- Montage : Daniel T. Cahn
- Musique : Joseph Vitarelli
- Société de production : Fox Television Network
- Pays d'origine :  États-Unis
- Langue : anglais
- Format : couleur - 1.33 : 1
- Genre : science-fiction
- Durée : 175 minutes
- Dates de premières diffusions :
  -  États-Unis : 12 novembre 1995 et 14 novembre 1995 sur FOX
  -  France : 6 septembre 1997 sur M6

## Distribution
- Scott Bakula (VF : Guy Chapellier) : Nolan Wood
- Elizabeth Peña (VF : Pascale Vital) : Ellen Garza
- Richard Thomas (VF : Érik Colin) : Jerry Thayer
- DeLane Matthews (VF : Caroline Beaune) : Amanda Thayer
- Terence Knox (VF : Marc Alfos) : Lt. Coyle
- Raoul Trujillo : Carlos Suarez
- Shannon Kenny (VF : Rafaèle Moutier) : Grace
- Mario Yedidia : Kyle Thayer
- Richard Belzer (VF : Patrick Floersheim) : Randy Stein
- Roy Thinnes (VF : Dominique Paturel) : David Vincent
- Erik King (VF : Emmanuel Curtil) : Dr Josh Webber
- Debra Jo Rupp : Rita
- Todd Susman (VF : Pierre Hatet) : Capitaine Johnson
- Jon Cypher (VF : Roland Ménard) : Sénateur Alex Feinman
- Channon Roe (VF : Vincent Ropion) : Rudnik
- Jack Kehler : Monck Patterson
- Jon Polito : Whitley

## Production
En 1987,  Sam Rolfe,  Larry Cohen et  Roy Thinnes ont écrit le scénario d'un téléfim de trois heures racontant les évènements survenus depuis l'arrêt la série. La chaîne ABC était intéressée, , mais son rachat par Capitol Cities fit échouer le projet.
Dans ce projet, David Vincent avait repris seul son combat, les défenseurs étant de plus en plus infiltrés par les envahisseurs. Ecrasé par la pression de l'adversaire, il avait perdu son courage. Reprenant sa croisade après un long moment, il constatait alors que l'invasion avait pris des proportions incroyables et que les gouvernements étaient sous la coupe des extra-terrestres.
Dans l’espoir de faire renaître la série originale, la chaine FOX décide de diffuser en 1995 cette mini-série qui était censée relancer la chasse aux envahisseurs. Scott Bakula, qui incarne le rôle de Nolan Wood, devait prendre la relève de Roy Thinnes, qui incarna David Vincent dans la série de 1967. Les deux personnages se croisent d’ailleurs dans une scène. Mais les mauvaises audiences ont empêché la chaîne de poursuivre l’histoire.
Le tournage s'est principalement déroulé à Los Angeles et à Vasquez Rocks en Californie. Le téléfilm, contrairement à la série, montre de façon explicite la véritable apparence des envahisseurs, empruntée aux agresseurs furtivement aperçus dans Les soucoupes volantes attaquent de Fred F. Sears, sorti en 1956.

## Accueil
John P. McCarthy de Variety trouve que la mini-série est « un thriller supérieur à la moyenne malgré quelques défauts. »
Les deux parties de la mini-série ont été suivies par 12,4 et 10,0 millions de téléspectateurs.

## Récompenses
Nominations
- Saturn Award :
  - Meilleure présentation pour la télévision (1996)
- ASC Award :
  - Photographie exceptionnelle pour une mini-série (1996)

#### Ouvrages
- Elisabeth Campos et Richard D. Nolan, Alien Television, CGR Editions, 1998, 256 pages,  (ISBN 978-2-951064-553)

#### Magazine
- Mad Movies no 102, juillet 1996.